# Tișovița
Tisovița a fost o localitate în județul Caraș-Severin, comuna Plavișevița.

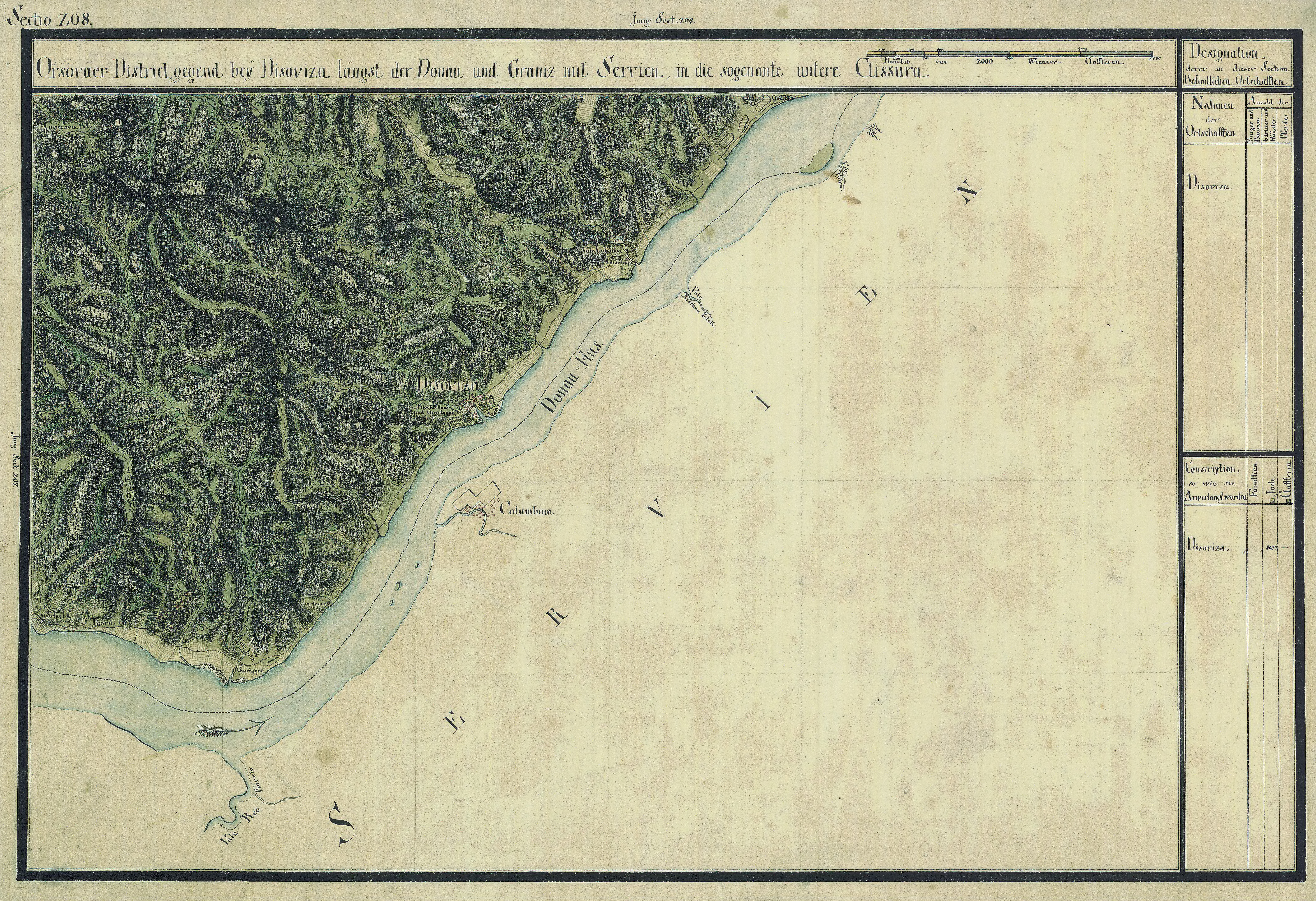
Tişoviţa în Harta Iosefină a Banatului, 1769-72

Localitatea a fost desființată, fiind acoperită de apele lacului de acumulare al hidrocentralei Porțile de Fier I.